# Політична теорія
Політична теорія (англ. political theory) - розділ науки політології, який намагається пояснити сутність та механізми керівної політики в різних її аспектах, а насамперед, шукає певні закономірності, на підставі яких можна було б створити деяку абстрактну схему, якою можна пояснити універсальний характер, незалежно від часу і місця. Тобто іншими словами, це система ідей у сфері політичних знань, що розробляється науковими спільнотами чи окремими політичними діячами і мислителями.
Політична філософія, або політична теорія, вивчає такі поняття як політика, свобода, справедливість, власність, права і виконання юридичного кодексу з боку влади. У народному розумінні термін "політична філософія" часто відноситься до загальних або конкретних політичних переконань. До цього терміна можна підібрати такий синонім як "політична ідеологія".
Політична теорія, на думку деяких діячів, є галуззю політології. Проте, назва, яку зазвичай приписують цій формі політичного запиту, є політичною теорією, дисципліною, у якій є ближча методологія, яка застосовується до теоретичних областей у загальних науках (як економічна теорія), ніж до філософської аргументації. 

## Історія дисципліни
Ще в античному суспільстві політика, поряд з філософією, була однією з центральних наук. В «Нікомахова етика» Аристотель саме їй відводить центральне місце в своїй всеосяжної на той час класифікації наук. Але, як це не дивно, політична наука є менш розвиненою в порівнянні з іншими громадськими дисциплінами. Аж до другої половини XIX століття політологія перебувала в надрах інших наук - в першу чергу, в рамках філософії, соціології, правознавства та історії. Це наклало відбиток і на сьогоднішнє розуміння місця політології серед інших суспільних наук. 
В епохи Відродження і особливо Просвітництва з'являється політична економія. У XIX столітті класи дисциплін, які вивчають політичні явища і процеси, поступово доповнюється соціологією, географією, етнографією (або антропологією) і психологією, а в XX столітті усіма іншими сучасними науками, що знаходяться сьогодні в загальній обоймі «політікознання»: від математики, статистики та кібернетики до демографії, біології та екології. 
Процес формування та становлення політичної теорії охоплює період з кінця ХІХ до середини ХХ ст. Такою, якою вона нам зараз відома, зкоррегувавши, ввели американці на початку ХХ ст. Коли політична теорія існувала вже як дисципліна декілька років, за певних історичних обставин у США приїхала певна кількість німецькомовних науковців, філософів, які повинні були освоїти політичну науку. Таким чином американська політична теорія починаючи з кінця 40-х та початку 50-х років ХХ ст. збагачувалась за рахунок німецької європейської філософії. Це були такі відомі політичні філософи як Лео Штраус та його праця "Введення в політичну філософію" (2000), Майкл Оукшотт «Раціоналізм у політиці та інші ессе» (1962) та інші.
Ще в кінці XIX століття у США політологія відгалужується від конституційного права. Потім в першій половині XX століття за Америкою пішли Франція і деякі інші європейські країни, а вже майже в кінці нинішнього століття справа дійшла до СРСР і Росії, коли в кінці 80-х - початку 90-х років в пузах країни стали читатися академічні курси по політології, а в наукових журналах з'явилися публікації про її предмет, структуру і методи.
Слід також мати на увазі й те, що аж до початку XX століття висновки і результати розробок в області політичної думки формулювалися переважно в нормативному вигляді і найчастіше як політичні принципи найкращого пристрою. Тим самим вони включали в себе сильні компоненти моральної повинності і морального оцінювання.

## Найвідоміші впливові політичні філософи
У списку згадані найвідоміші політичні філософи, мислителі, які мали вплив та зробили великий внесок у розвиток політичної теорії та/або є представниками конкретної філософської школи.
- Михайло Бакунін: після П'єра Жозефа Прудхона став найважливішим політичним філософом анархізму. Его певну версію анархізму називають колективістським анархізмом.
- Вільям Е. Конноллі: допоміг ввести постмодерністську філософію в політичну теорію і просунув нові теорії плюралізму і войовничої демократії.

- Петро Кропоткін: один з класичних анархістських мислителів і найвпливовіших теоретиків анархо-комунізму.
- Джеймс Медісон: американський політик і протеже Джефферсона, якого вважали "Батьком конституції" і "Батьком білля про права" Сполучених Штатів Америки. Як політичний теоретик, він вірив в розділення повноважень і запропонував вичерпний набір стримувань і противаг, які необхідні, щоб захистити права людини від тиранії більшості.

- Майкл Оукшотт: англійський політичний філософ, критик раціоналізму, який відомий такими своїми працями як «Раціоналізм в політиці і інші ессе» (1962), «Про людську поведінку» (1975) і ін. Зробив значний внесок у розвиток теорії сучасного консерватизму.

- Джон Роулз: оживляв дослідження нормативної політичної філософії в англо-американських університетах за допомогою його книги 1971 року "Теорія справедливості, яка використовує версію теорії суспільного договору", намагався відповісти на фундаментальні питання про справедливість і піддати критиці утилітаризм.

- Фрідріх Ніцше: філософ, який мав сильний вплив на широкий спектр політичної теорії 20-го століття: марксизм, анархізм, фашизм, соціалізм, лібертаріанство і консерватизм.

- Платон: написав працю, в якій він детально виклав свою політичну філософію: громадяни повинні бути розділені на три категорії. Одна з категорій людей - правителі: вони повинні бути філософами, за словами Платона, ця ідея заснована на його Теорії форм.
- Айн Ренд: засновник об'єктивізму і рушійної сили об'єктивістської і лібертаріанської рухів в середині двадцятого століття в Америці. Захищала повний, ліберальний капіталізм. Ренд вважала, що належна роль уряду була виключно захистом приватних прав без економічного втручання. Уряд мав бути відокремлений від економіки таким самим шляхом, тому і з тих самих причин це було відокремлено від релігії. Будь-яку урядову дію, не спрямовану на захист приватних прав, склало б ініціювання сили (або загрозу сили), і тому було порушення не тільки прав, але також і законних функцій уряду.
- Карл Шмітт: німецький політичний теоретик, пов'язаний з нацистами, які розвивали різницю між поняттями "друг", "ворог" та  "держава виключення". Хоча його найвпливовіші книги були написані в 1920-х, він продовжував писати в достатку до його смерті в 1985. Він мав сильний вплив на політичну філософію 20-го століття і у Франкфуртській школі і серед інших, майже всі з яких є філософами, такими як Жак Дерріда, Ханна Арендт і Джорджо Агамбен.

- Барух Спіноза: сформулював перший аналіз розумного егоїзму. З поглядів Спінози, в суспільстві, в якому кожна людина керується причиною, політична влада була б зайвою.
- Лео Штраус: вважав, що потрібно бути надмірною самостійністю сучасної політичної філософії, розглядав причини і зіпсував філософські підстави для морального і політичного нормативів. Він сперечався натомість, що ми повинні повернутися до передсучасних мислителів для отримання відповідей на сучасні проблеми. Його філософія впливала на формування неоконсерватизму, і багато його студентів пізніше були членами адміністрації Буша.
- Генрі Девід Торо: впливовий американський мислитель, який розглянув та зробив певний внесок у різноманітні політичні положення і теми, такі як пацифізм, анархізм, енвайронменталізм і громадянську непокору. Впливав на більшість пізніх важливих політичних активістів, таких як Мартін Лютер Кінг, Махатма Ганді і Лев Толстой.

## Функції політичної теорії
Політична теорія виконує одну з основних функцій політичної науки - нормативно-орієнтуючу. Нормативно-орієнтуюча (ідеологічна) функція спрямована на створення стратегій та напрямів розвитку суспільства, його політичних та суспільних структур, політичних процесів. Вона розрізняє найважливіші чинники, які визначають політичне життя, дає обґрунтування переваг вибору і формулювання альтернативних політичних моделей.  
За умов тоталітарних режимів дана функція реалізується панівними ідеологіями. До таких ідеологій відносяться комунізм, нацизм, конфесіоналізм тощо. У демократичному суспільстві ідеологічна функція політології полягає в оптимізації використання різних ідеологічних принципів для пошуку узгоджених політичних рішень.

## Види політичної теорії
На сучасному етапі в політичній теорії виокремлюють такі основні розділи: теорія політики, теорія політичних систем та їх елементів, теорія соціального управління, політична ідеологія та історія політичних учень, теорія міжнародних відносин та політична праксеологія або практична політологія. 

### Теорія політики
Теорія політики здійснює філософсько-методологічний аналіз теоретичних основ політики, політичних відносин та політичної діяльності. 

### Теорія політичних систем
Теорія політичних систем та їх елементів досліджує проблеми утворення й функціонування держав, партій, суспільно-політичних організацій, політичних режимів і т.і. шляхом вивчення конституційних та адміністративних питань, економічних та соціальних функцій управління, аналізу політичних інститутів, відносин між суб'єктами політики, політичної культури та комунікації.

### Теорія соціального управління
Теорія соціального управління вивчає форми й методи управління соціально-політичними, соціально-економічними, адміністративно-правовими та соціально-психологічними процесами, досліджує проблеми участі в політиці.

### Політична ідеологія
Політична ідеологія та історія політичних учень досліджує роль і функції ідеології в системі політичної влади, історію й генезис політичних теорій, концепцій і доктрин, особливості їх реалізації та існування в різних суспільствах.

### Теорія міжнародних відносин
Предметом теорії міжнародних відносин є система міжнародних відносин, природа війн, проблеми національної та світової політики, мирного співіснування держав з різним соціальним устроєм. Тут можна відокремити такі напрями досліджень, як геополітика, зовнішня політика, міжнародне право, діяльність міжнародних та міждержавних організацій.

### Практична політологія
Політична праксеологія або практична політологія здійснює прикладні та порівняльні дослідження в контексті конкретних політичних технологій, специфіку політичного маркетингу та менеджменту в різних суспільно-історичних умовах, проблеми ухвалення оптимальних управлінських рішень (законодавчих, урядових, судових), підвищення ефективності їх реалізації. 